# The Family (band)
The Family was een Amerikaanse band, opgericht door Prince rond  zijn toenmalige vriendin Susannah Melvoin en St. Paul (Paul Peterson).
De band was oorspronkelijk actief tussen  1985 en 1987 en werd in 2009 heropgericht onder de naam fDeluxe. Prince zou later met Eric Leeds samenwerken op de albums van Madhouse.

## Discografie

### Albums
- The Family, Paisley Park Records - 1985
- Gaslight (als fDeluxe), Rope-a-Dope and MiG/Art of Groove Records - 2011
- Relit (als fDeluxe), Flat White Records - 212
- Live & Tight (As A Funk Fiends Fix) (als fDeluxe), Flat White Records - 2013
- AM Static (als fDeluxe), Flat White Records - 2014

### Singles
- "High Fashion" (1985), Paisley Park
- "The Screams of Passion" (1985), Paisley Park
- "Drummers and Healers / Gaslight / Sanctified" (2011), Art of Groove / MIG (12"-single)
- "Gaslight" (2011), Art of Groove / MIG (cd)
- "Over the Canyon / Sanctified" (2012), Art of Groove / MIG (cd)
- "Drummers and Healers" (2012), Art of Groove / MIG (cd)
- "You Got What You Wanted" (2012), Flat White Records (cd, ep)

## Bandleden
- St. Paul (zang, keyboards)
- Susannah Melvoin (zang)
- Jellybean Johnson (drums)
- Eric Leeds (saxofoon en fluit)

- International Standard Name Identifier: 0000 0001 0727 0976
- MusicBrainz: 0b81987f-d4af-4b54-8dcc-c9fd6039b7fe
- Nationale Bibliotheek van Israël: 987007305897705171
- Virtual International Authority File: 137745735